# Claudia Brücken (stripreeks)
Claudia Brücken is een Nederlandse stripreeks die begonnen is in 1990 met Willem Ritstier als schrijver en Minck Oosterveer als tekenaar.

## Verhaal
Claudia is rechercheur bij de politie in West-Berlijn en gaat samen met haar drankzuchtige compagnon Herbert in opdracht van commissaris Opidoes achter criminelen aan. Het tweede boek speelt zich af tijdens een reis van Berlijn naar Parijs.

## Albums
Alle albums zijn geschreven door Willem Ritstier en getekend door Minck Oosterveer.
| Nummer | Titel                       | Uitgever           | Jaar | Opmerking             |
| ------ | --------------------------- | ------------------ | ---- | --------------------- |
| 1      | De wraak van de Witte Engel | Le Lombard         | 1990 |                       |
| 2      | Een winter in Parijs        | Le Lombard         | 1990 |                       |
| 3      | 5 voor 12                   | Le Lombard         | 1991 |                       |
| 4      | "Claudia Brücken Special"   | Le Lombard         | 1992 | Integrale uitgave 1-3 |
| 5      | "Operatie sneeuw"           | Uitgeverij Boumaar | 2000 |                       |